# Nicola Murru
Nicola Murru (Cagliari, 16 de dezembro de 1994) é um futebolista profissional italiano que atua como lateral esquerdo e atualmente está sem clube.

## Carreira
Nicola Murru começou a carreira no Cagliari em 2011.